# Monte Verde
Monte Verde é um distrito do município brasileiro de Camanducaia, no interior do estado de Minas Gerais. Segundo o censo demográfico de 2022, realizado pelo Instituto Brasileiro de Geografia e Estatística (IBGE), sua população era de 4 817 habitantes e havia 1 752 domicílios particulares permanentes ocupados. Possui área de 113,04 km² conforme a Fundação João Pinheiro (FJP). Foi criado pela lei estadual nº 6.769 de 13 de maio de 1976.

## Localização
Fica no extremo sudoeste do estado, na Serra da Mantiqueira, a 484 km da capital, Belo Horizonte. Tem acesso pela Rodovia Fernão Dias, parte da BR-381, com os 30 km finais (da sede do município ao distrito) em estrada íngreme. Outra opção de acesso é a estrada de terra que liga Monte Verde ao distrito de São Francisco Xavier, no município de São José dos Campos, estado de São Paulo, com acesso pela Rodovia Monteiro Lobato (SP-50).

## Geografia

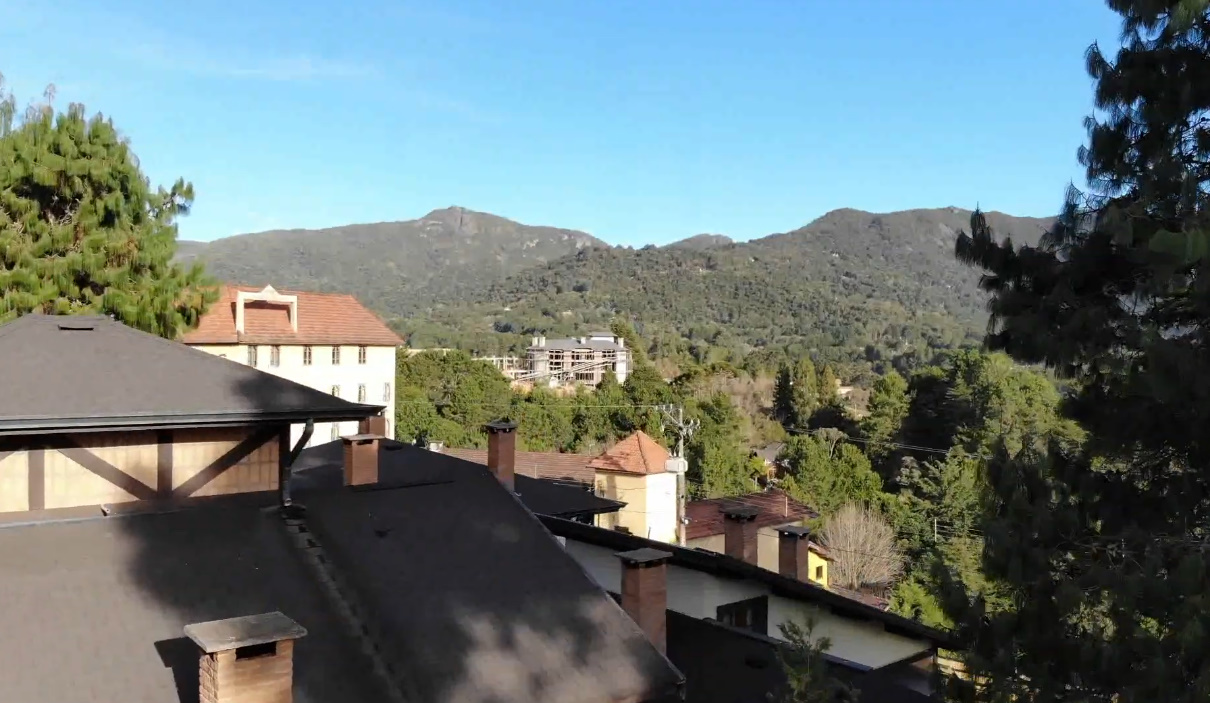
Casas alemãs em Monte Verde

Em sua paisagem se destacam árvores da Mata Atlântica, como o ipê e o carvalho,[carece de fontes?] mas também possui vegetação de áreas subtropicais, como o pinheiro-do-paraná (araucária), cedros e outros.
Se fosse um município, Monte Verde seria o segundo do Brasil com sede mais alta, atrás apenas de Campos do Jordão, no estado de São Paulo (a 1628 metros de altitude[carece de fontes?]). Seu acesso é difícil para quem vem dos estados do Norte ou do Rio de Janeiro, não havendo estrada direta para o distrito. Somente cruzando o estado de São Paulo, ou vindo de Belo Horizonte, a Rodovia Fernão Dias fornece o melhor acesso (a partir de Camanducaia).
Com vocação turística e ótimas pousadas, Monte Verde tem como característica principal a natureza exuberante e o frio na temporada de inverno. Se Campos do Jordão é a Suíça do estado de São Paulo, Monte Verde é a do estado de Minas Gerais, tendo recebido significativo afluxo de imigrantes europeus. A altitude contribuiu para que se estabelecesse um elo climático e cultural com a origem desses imigrantes.
Uma curiosidade é que apesar de estar na região intertropical, Monte Verde apresenta clima semelhante ao temperado. Monte Verde, detém a maior altitude da região, mesclada a proximidade das massas atlânticas e de sua vegetação rica, o que favorece uma umidade maior, tornando essa estância climática a mais fria do estado, com frequentes fenômenos como a geada e até a precipitação de neve pode ocorrer de forma esporádica.[carece de fontes?] Atualmente, Senador Amaral é considerada a cidade mais fria de Minas Gerais, porém se Monte Verde se tornar município, Senador Amaral poderá perder seu status.

### Demografia
| Cor ou Raça da População de Monte Verde | Cor ou Raça da População de Monte Verde | Cor ou Raça da População de Monte Verde | Cor ou Raça da População de Monte Verde | Cor ou Raça da População de Monte Verde |
| --------------------------------------- | --------------------------------------- | --------------------------------------- | --------------------------------------- | --------------------------------------- |
| Cor ou Raça                             |                                         |                                         | Porcentagem                             |                                         |
| Brancos                                 | Brancos                                 |                                         | 71,37%                                  | 71,37%                                  |
| Pardos                                  | Pardos                                  |                                         | 25,34%                                  | 25,34%                                  |
| Pretos                                  | Pretos                                  |                                         | 2,61%                                   | 2,61%                                   |
| asiáticos                               | asiáticos                               |                                         | 0,41%                                   | 0,41%                                   |
| indígenas                               | indígenas                               |                                         | 0,27%                                   | 0,27%                                   |

De acordo com o IBGE em 2010, 71,37% da população de Monte Verde é branca, 24,34% é parda, 2,61% preta, 0,41% asiática e 0,27% indígena. A maioria da população do Distrito tem origem da Alemanha e da Letônia, grande parte da população também é composta por migrantes vindos de São Paulo e do Paraná. 

### Clima

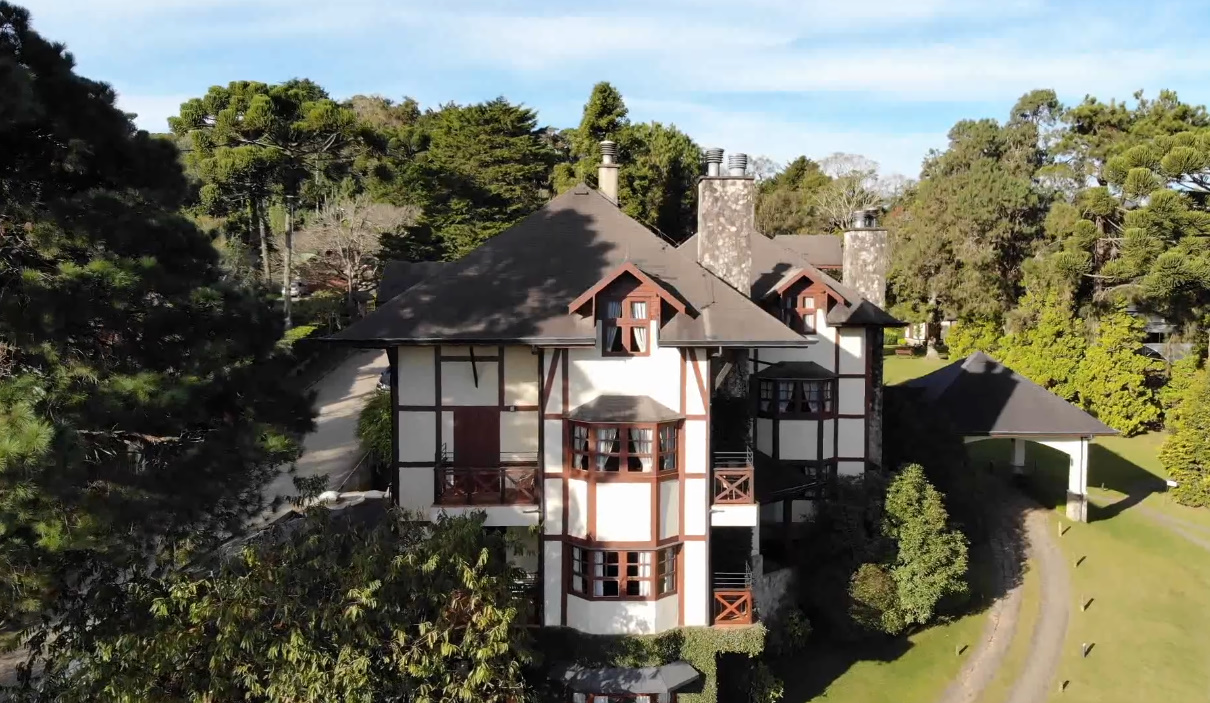
Típica casa alemã em Monte Verde

Monte Verde possui um clima temperado oceânico (Cfb, de acordo com a classificação climática de Köppen-Geiger), apresentando verões amenos devido à alta pluviosidade da estação e à altitude da Serra da Mantiqueira, além de invernos frios para os padrões brasileiros (com acentuada diminuição de chuvas e fortes geadas). Há registros não oficiais de neve na localidade em 1979 e agosto de 1999.
De acordo com dados da estação meteorológica automática do Instituto Nacional de Meteorologia (INMET) no distrito, em operação desde dezembro de 2004, a menor temperatura registrada em Monte Verde foi de −4,5 °C em 30 de julho de 2021 e a maior atingiu 31 °C em 17 de outubro de 2014 e novamente em 6 de outubro de 2020. Em 24 horas o maior acumulado de precipitação chegou a 132,4 milímetros (mm) em 10 de fevereiro de 2009. Outros acumulados iguais ou superiores a 100 mm foram 125,8 mm em 25 de maio de 2005, 107,6 mm em 16 de janeiro de 2006 e 105,2 mm em 25 de julho de 2007. A maior rajada de vento foi registrada em 6 de junho de 2008, chegando a 25 m/s (90 km/h).
| Dados climatológicos para Monte Verde                                                              | Dados climatológicos para Monte Verde | Dados climatológicos para Monte Verde | Dados climatológicos para Monte Verde | Dados climatológicos para Monte Verde | Dados climatológicos para Monte Verde | Dados climatológicos para Monte Verde | Dados climatológicos para Monte Verde | Dados climatológicos para Monte Verde | Dados climatológicos para Monte Verde | Dados climatológicos para Monte Verde | Dados climatológicos para Monte Verde | Dados climatológicos para Monte Verde | Dados climatológicos para Monte Verde |
| Mês                                                                                                | Jan                                   | Fev                                   | Mar                                   | Abr                                   | Mai                                   | Jun                                   | Jul                                   | Ago                                   | Set                                   | Out                                   | Nov                                   | Dez                                   | Ano                                   |
| -------------------------------------------------------------------------------------------------- | ------------------------------------- | ------------------------------------- | ------------------------------------- | ------------------------------------- | ------------------------------------- | ------------------------------------- | ------------------------------------- | ------------------------------------- | ------------------------------------- | ------------------------------------- | ------------------------------------- | ------------------------------------- | ------------------------------------- |
| Temperatura máxima recorde (°C)                                                                    | 29,8                                  | 29                                    | 28,4                                  | 27,1                                  | 26,8                                  | 23,1                                  | 24                                    | 27                                    | 30,6                                  | 31                                    | 30,8                                  | 29,2                                  | 31                                    |
| Temperatura máxima média (°C)                                                                      | 24,3                                  | 24,3                                  | 24                                    | 21,1                                  | 19,8                                  | 18,8                                  | 18,7                                  | 20,8                                  | 22                                    | 24,2                                  | 24                                    | 24,8                                  | 22,2                                  |
| Temperatura mínima média (°C)                                                                      | 14,7                                  | 13,8                                  | 13,3                                  | 10,5                                  | 7,2                                   | 5,7                                   | 5,2                                   | 6,1                                   | 9,2                                   | 11,6                                  | 12,9                                  | 14,2                                  | 10,4                                  |
| Temperatura mínima recorde (°C)                                                                    | 6,2                                   | 6,6                                   | 6,5                                   | 2,5                                   | −1,7                                  | −3,1                                  | −4,5                                  | −3,6                                  | −2,5                                  | 0,6                                   | 4                                     | 2,7                                   | −4,5                                  |
| Precipitação (mm)                                                                                  | 228                                   | 225                                   | 166                                   | 77                                    | 55                                    | 46                                    | 32                                    | 46                                    | 74                                    | 140                                   | 175                                   | 234                                   | 1 576                                 |
| Fonte: Guia Monte Verde (médias do período de 2000 a 2010, altitude de 1523 m)                     |                                       |                                       |                                       |                                       |                                       |                                       |                                       |                                       |                                       |                                       |                                       |                                       |                                       |
| Fonte 2: Instituto Nacional de Meteorologia (INMET) (recordes de temperatura: 19/12/2004-presente) |                                       |                                       |                                       |                                       |                                       |                                       |                                       |                                       |                                       |                                       |                                       |                                       |                                       |

## Transporte
Monte Verde possui ainda o aeroporto mais alto do Brasil, situado a 1.560 metros de altitude.

## Trilhas de Monte Verde

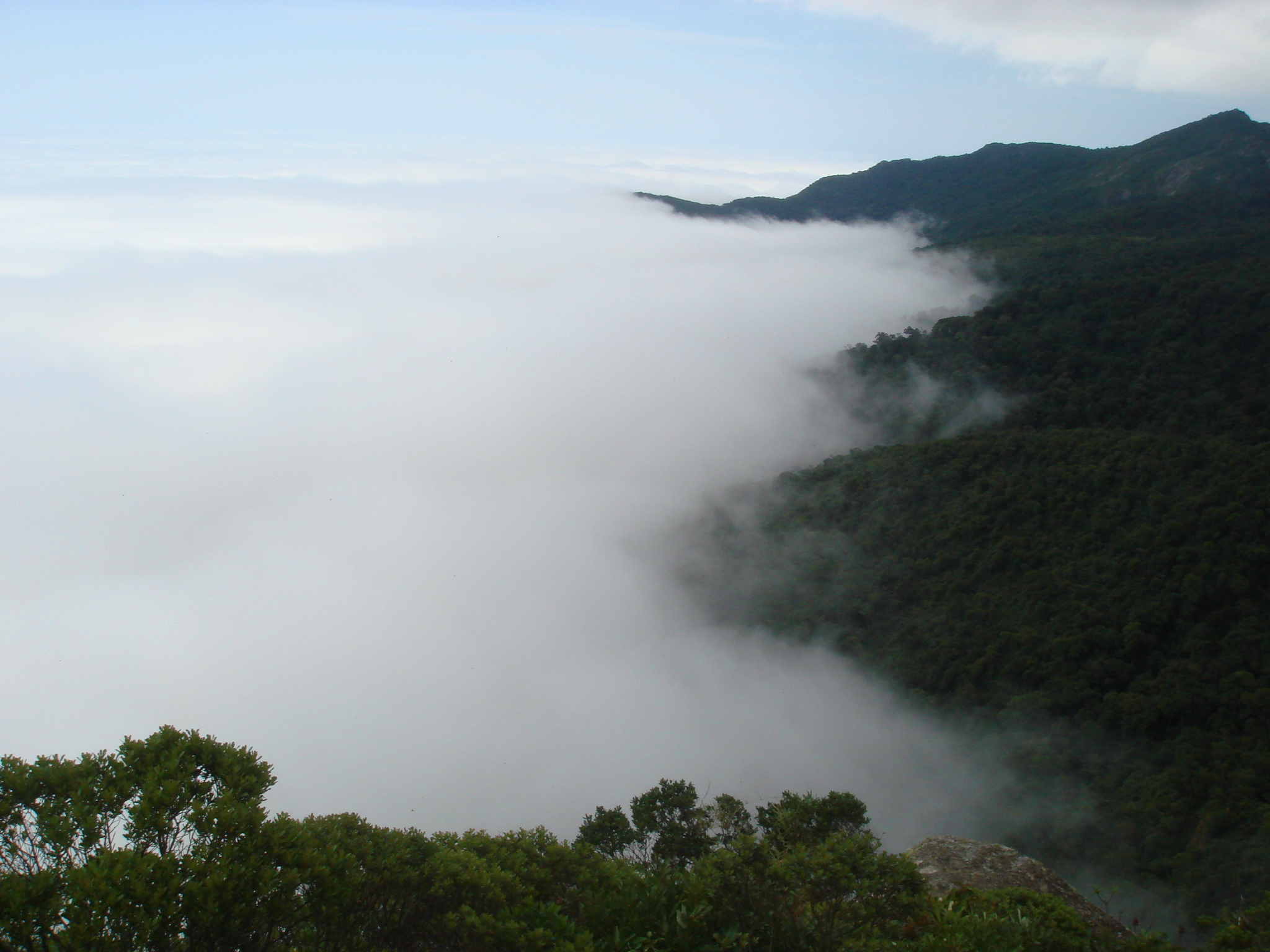
Vista do topo da Pedra Redonda em dia nublado

- Pedra Redonda: é uma das trilhas mais populares de Monte Verde, das 4 "pedras" mais altas da cadeia de montanhas que adorna a cidade. Apenas no último trecho fica mais íngreme.
- Pedra Partida: um pouco mais longe que a trilha da pedra redonda e com acesso pelo mesmo lugar, destaca-se por permitir nos dias mais abertos a visualização da Pedra do baú, localizada em São Bento do Sapucaí.
- Platô: no sentido oposto da trilha que vai para a pedra partida, esse passeio é um pouco mais longo do que o da pedra redonda, mas é igualmente fácil, uma vez que não têm partes muito íngremes. Fica também no meio da trilha de quem vai para o pico do selado, ponto mais alto de Monte Verde.
- Pico do Selado: Trilha de grande distância. O cume do Selado é restrito a escaladores e estes podem deixar sua mensagem no livro do cume, que fica dentro de um tupperware.
- Chapéu do Bispo: trilha mais fácil da região. A maior parte do trajeto é plano. A trilha chega até a base da Pedra do Chapéu do Bispo. Já para subir no cume há duas formas, e ambas não são muito fáceis.